# Dennis Lukens
Dennis Lukens (ur. 28 czerwca 1952, USA) – amerykański piłkarz i trener piłkarski.

## Kariera piłkarska
Karierę piłkarską rozpoczął w drużynie studenckiej Springfield College. Potem występował w profesjonalnym klubie Boston Storm, był jednym z jego założycieli.

## Kariera trenerska
Po zakończeniu kariery piłkarskiej rozpoczął pracę szkoleniowca. Od 1988 do 1991 prowadził drużynę studencką Bridgewater State College.
Potem pracował jako asystent w sztabie szkoleniowym California Cougars, oraz na stanowisku głównego trenera w klubach Boston Storm i Bay Area Seals.
Pewien czas był selekcjonerem reprezentacji Saint Lucia U-23.
W listopadzie 2012 został mianowany na stanowisko głównego trenera ukraińskiego Krystału Chersoń występującej w Drugiej Lidze. 14 marca 2013 został zmieniony na Serhija Szewcowa.
Lukens również stał na czele trenerów w Massachusetts Youth Soccer Association oraz współpracował z United States Soccer Federation.
Od lipca 2016 prowadził nowo utworzony klub Sudnobudiwnyk Mikołajów. 25 czerwca 2017 na tym stanowisku jego zmienił Wiktor Żurow, ale już 23 lipca Amerykanin ponownie stał na czele klubu.